# Xanthorhoe hortensiaria
Xanthorhoe hortensiaria là một loài bướm đêm trong họ Geometridae.